# Tianzhou
Tianzhou (chinesisch 天舟, Pinyin Tiānzhōu – „Himmelsboot“) ist ein Raumflugkörper der Chinesischen Akademie für Weltraumtechnologie. Er dient primär als Versorgungsraumschiff für die Chinesische Raumstation, unterstützt diese mit seinen Solarmodulen bei der Stromversorgung sowie – über die Phased-Array-Antenne auf der Zenitseite – bei der Kommunikation und fungiert, während er angekoppelt ist, als bewohnbares Modul der Raumstation. Außerdem kann Tianzhou CubeSats aussetzen sowie Nutzlasten für Technologieerprobung und wissenschaftliche Experimente mitführen und wird in diesem Fall nach der Entladung zu einem separat fliegenden Raumlabor. Die Tianzhou-Raumschiffe, die es in verschiedenen Versionen gibt, werden alle mit Trägerraketen vom Typ Langer Marsch 7 gestartet.

## Entwicklungsgeschichte
Am 21. September 1992 billigte der  Ständige Ausschuss des Politbüros der Kommunistischen Partei Chinas das bemannte Raumfahrtprogramm der Volksrepublik China, nach dem Datum auch „Projekt 921“ genannt. In drei Schritten wollte man zu einer ständig besetzten Raumstation kommen:
1. Start und Landung von bemannten Raumschiffen
2. Rendezvous-Manöver mit einem zeitweise bewohnten Raumlabor
3. Bau der ständig besetzten Raumstation

Ende 2010, knapp ein Jahr vor dem Start des Raumlabors Tiangong 1, führte das Büro für bemannte Raumfahrt eine Ausschreibung für ein Transportraumschiff durch, das die Versorgung der modularen Raumstation übernehmen sollte, deren Entwicklung am 27. Oktober 2010 begonnen hatte.
Basierend auf ihren Erfahrungen mit den Shenzhou-Raumschiffen und Tiangong 1 reichte die Chinesische Akademie für Weltraumtechnologie ein im Wesentlichen auf dem Raumlabor basierendes Konzept ein, das nach kurzer  Diskussion angenommen wurde.
Daraufhin wurde bei der Firma eine junge Entwicklergruppe zusammengestellt, deren Leitung Bai Mingsheng (白明生, * 1966) übertragen wurde. Bai Mingsheng war 1988 nach seinem Abschluss an der Universität für Luft- und Raumfahrt Peking zur Akademie für Weltraumtechnologie gekommen und seit 1992 als Konstrukteur beim bemannten Raumfahrtprogramm tätig.
Im Laufe der folgenden Wochen arbeitete die Entwicklergruppe ein verfeinertes Konzept aus, das am 27. Januar 2011 in einem firmeninternen Genehmigungsverfahren gebilligt wurde. Die damaligen Vorstellungen von dem Frachtraumschiff entsprachen bereits weitgehend der späteren Realität: mehr als 9 m lang, ein maximaler Durchmesser von 3,35 m, eine Startmasse von 13 t und eine Nutzlastkapazität von 6,5 t. Der Durchmesser war zum einen durch den Raum in der Nutzlastverkleidung der für den Frachter vorgesehenen Trägerrakete Langer Marsch 7 bedingt, deren Bau im Januar 2011 genehmigt worden war. Außerdem konnte der Frachter mit dem bei vielen chinesischen Raketen verwendeten Standardmaß von 3,35 m nicht nur per Schiff, sondern notfalls auch mit der Eisenbahn transportiert werden.

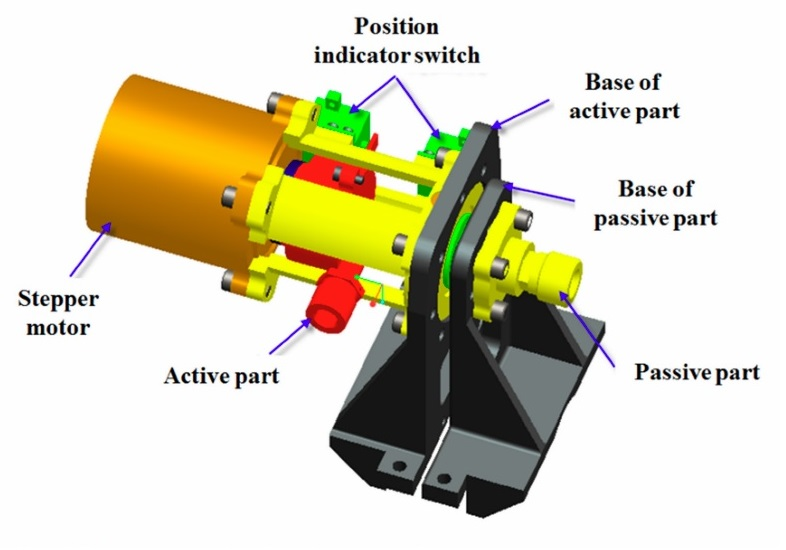
Zapfventil (rot) mit Tankstutzen (rechts)

Eines der wichtigen Probleme, die gelöst werden mussten, war der Betankungsvorgang. Hierbei entschied man sich für ein ähnliches Prinzip wie es auch bei den sowjetisch-russischen Progress-Raumtransportern verwendet wird. Das  inerte Gas (Helium), das zur Treibmittelförderung für die druckgasgeförderten Triebwerke des zu betankenden Raumflugkörpers verwendet wird, wird mit einem Kompressor aus dem weitgehend leeren Tank zurück in seine Gasflasche gepumpt. Dadurch wird im Tank ein Unterdruck erzeugt. Die Druckdifferenz zum entsprechenden Tank im Frachter beträgt mindestens 0,5 MPa, der leere Tank saugt das Treibmittel aus dem Frachter. Das Helium für die Druckgasförderung der Triebwerke wird nicht verbraucht, sondern kann wiederverwendet werden. Um die Zapfventile des Frachters in die Tankstutzen des zu betankenden Raumflugkörpers einzuführen, entschied man sich, anders als beim Progress, gegen eine Pneumatik, sondern für einen Schrittmotor. Bei dieser Methode war es nicht nötig, schwere Gasflaschen mitzuführen, es gab weniger Rohrverbindungen, die dicht gehalten werden mussten, und beim Einführen der Zapfventile gab es keine Aufprallkraft.
Nachdem zunächst einzelne Komponenten des Raumschiffs konstruiert und auf die Belastung im All durch Vakuum, atomaren Sauerstoff und Sonneneinstrahlung sowie durch die Erschütterungen beim Transport zu Land, zu Wasser und beim Start der Rakete getestet worden waren, war Ende August 2014 der erste Prototyp fertiggestellt. Der Frachter war von Anfang an in Modulbauweise konzipiert. Bereits damals hatte man drei verschiedene Frachtmodule angedacht (siehe unten), ein Modul mit Ladeklappe wurde parallel zu der für die ersten Flüge vorgesehenen geschlossenen Version entwickelt. Der erste Prototyp wurde von einer Kommission aus mehreren dutzend Experten nach allen Gesichtspunkten begutachtet, bis im September 2014 die Genehmigung erteilt wurde, einen flugfähigen Prototyp mit hermetisch geschlossenem Frachtmodul zu bauen. Beim Büro für bemannte Raumfahrt wurde das Projekt vom Frachtersystem betreut, das als Aufgabe für den ersten Probeflug Koppelmanöver und Betankungstests mit dem im Bau befindlichen Raumlabor Tiangong 2 festlegte.
Die Akademie für Weltraumtechnologie hatte gerade mit dem Bau des Frachters begonnen, als die Anforderungen geändert wurden. Nun sollte das Raumschiff zusätzlich zum Treibstoff mehrere wissenschaftliche Nutzlasten mit ins All nehmen, für die Befestigungen, Stromversorgung, Datenleitungen und eine Funkverbindung zur Erde vorgesehen werden mussten. Im April 2015 begann man schließlich auf der Basis Tianjin der Akademie für Weltraumtechnologie mit der Endmontage, wobei insbesondere was die Bedienungsfreundlichkeit für die späteren Raumfahrer anging, weitere Verbesserungen umgesetzt wurden. Nach intensiver Überprüfung erhielt der Frachter schließlich im Januar 2017 die Fluggenehmigung.

## Name
Für die Namensgebung des Raumschiffs lobte das Büro für bemannte Raumfahrt am 8. April 2011 einen Wettbewerb aus, bei dem alle Chinesen, egal ob im In- oder Ausland,
vom 25. April bis zum 20. Mai 2011 Vorschläge einreichen konnten. Aus den 9640 eingereichten Vorschlägen traf eine Kommission unter Vorsitz der Schriftstellerin Bi Shumin (毕淑敏, * 1952) eine Vorauswahl von 30 Namen, aus denen dann in einer Internetabstimmung  vom 26. Mai bis zum 20. Juni 377.778 Teilnehmer 10 Namen auswählten.
Aus Vorschlägen wie „Götterdrachen“, „Drachenschiff“ etc. wählte die Kommission nach zweijährigen Diskussionen schließlich „Tianzhou“ bzw. „Himmelsboot“ aus, weil dieser Name zum einen seine Funktion als „Frachtschiff“ zum Ausdruck brachte und zum anderen auch mit dem bemannten „Shenzhou“- bzw. „Götterboot“-Raumschiff zusammenpasste.
Der Name wurde vom Staatsrat der Volksrepublik China genehmigt und am 31. Oktober 2013 offiziell bekanntgegeben.

## Aufbau und Funktion
Durch die Modulbauweise kann der seit Tianzhou 3 in Serienfertigung hergestellte Frachter relativ einfach für verschiedene Missionsprofile modifiziert werden. Was innerhalb einer Serie immer gleich bleibt, sind die äußeren Abmessungen, das Eigengewicht und die maximale Zuladung.
Hier die Werte für die bisherigen Serien (leicht unterschiedliche Angaben in verschiedenen Quellen sind auf Rundungsfehler zurückzuführen):
|                              | Tianzhou 3 bis Tianzhou 5 | Tianzhou 6 bis Tianzhou 11 |
| ---------------------------- | ------------------------- | -------------------------- |
| Gesamtlänge                  | 10,6 m                    | 10,6 m                     |
| Länge Servicemodul           | 3,3 m                     | 3,3 m                      |
| Durchmesser Servicemodul     | 2,8 m                     | 2,8 m                      |
| Länge Frachtmodul            | 6,3 m                     | 6,3 m                      |
| Durchmesser Frachtmodul      | 3,35 m                    | 3,35 m                     |
| Spannweite der Solarmodule   | 14,9 m                    | 14,9 m                     |
| Zahl der Tanks               | 8                         | 4                          |
| Eigengewicht                 | 6,6 t                     | 6,1 t                      |
| maximales Frachtgewicht      | 6,9 t                     | 7,4 t                      |
| maximales Frachtvolumen      | 18,1 m³                   | 22,5 m³                    |
| maximale Startmasse          | 13,5 t                    | 13,5 t                     |
| Verhältnis Fracht/Startmasse | 51,1 %                    | 54,8 %                     |

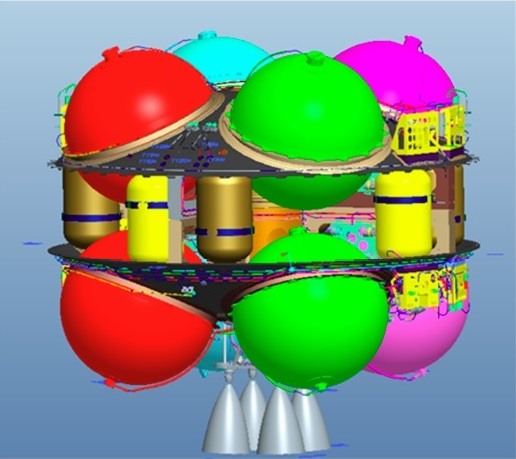
Das Tankmodul. Die länglichen Gasflaschen enthalten Helium.

Bei Tankerversionen, die nach der Kleinserie Tianzhou 6 bis Tianzhou 11 mit nur vier Tanks (siehe unten) je nach Bedarf wieder zum Einsatz kommen werden, stehen im Inneren des Frachters 21 m³ leerer Raum zur Verfügung, wo in Regalen mit einem Fassungsvermögen von insgesamt 18,1 m³ Nahrungspakete etc. verstaut werden können. Dieser Raum ist beheizt/gekühlt und mit Atemluft gefüllt; er kann durch eine Standardluke mit 80 cm Durchmesser im Bordanzug betreten werden. Dahinter befinden sich im zum All hin offenen Servicemodul acht kugelförmige Tanks von jeweils 400 Liter Fassungsvermögen, vier davon für den Treibstoff Methylhydrazin, vier für den Oxidator Distickstofftetroxid.
Durch die Trennung der Tanks vom Wohnbereich können bei einem Leck keine giftigen Hydrazindämpfe in die Station gelangen. Bei voller Befüllung der Tanks haben die Treibmittel eine Nettomasse von insgesamt 2 t, wobei die für die Betankung der Station oder den Eigenbedarf des Frachters nötigen Treibmittel flexibel aus allen Tanks entnommen werden können.
Zur routinemäßigen Aufrechterhaltung der Orbitalhöhe, die durch die Anziehungskraft der Erde und die Reibung an den dünnen Gasen der Thermosphäre ohne unterstützende Maßnahmen im Laufe der Zeit absinken würde, besitzt das Kernmodul der Raumstation am Heck vier Hallantrieb-Ionentriebwerke von Typ HET-80. Diese sehr treibstoffsparenden Triebwerke verwenden Xenon als Stützmasse. Das in den Tanks des Frachters transportierte Hydrazin dient nur für die Lageregelungstriebwerke; mit einer Tankfüllung kommt die Station sehr lange aus. Daher wurde zum Beispiel bei der Mission Tianzhou 3 eine Version des Frachters mit nur vier Treibstofftanks eingesetzt, wodurch dann 5,6 t statt 4,7 t andere Fracht transportiert werden konnte. Ab Tianzhou 6 und für alle folgenden Exemplare bis Tianzhou 11 wurde die Rückwand des Frachtabteils nach hinten versetzen, um den durch die geringere Zahl an Tanks freigewordenen Raum für eine Vergrößerung des Ladevolumens zu nutzen. Anstatt Treibstoff kann nun 500 kg mehr Stückgut transportiert werden, das für die Beladung zur Verfügung stehende effektive Frachtvolumen erhöhte sich von 18,1 m³ auf 22,5 m³.
Dadurch ließ sich die Zahl der Versorgungsflüge zur Raumstation reduzieren. Anstatt alle sechs Monate muss seit 2023 nur alle acht Monate ein Frachter starten.

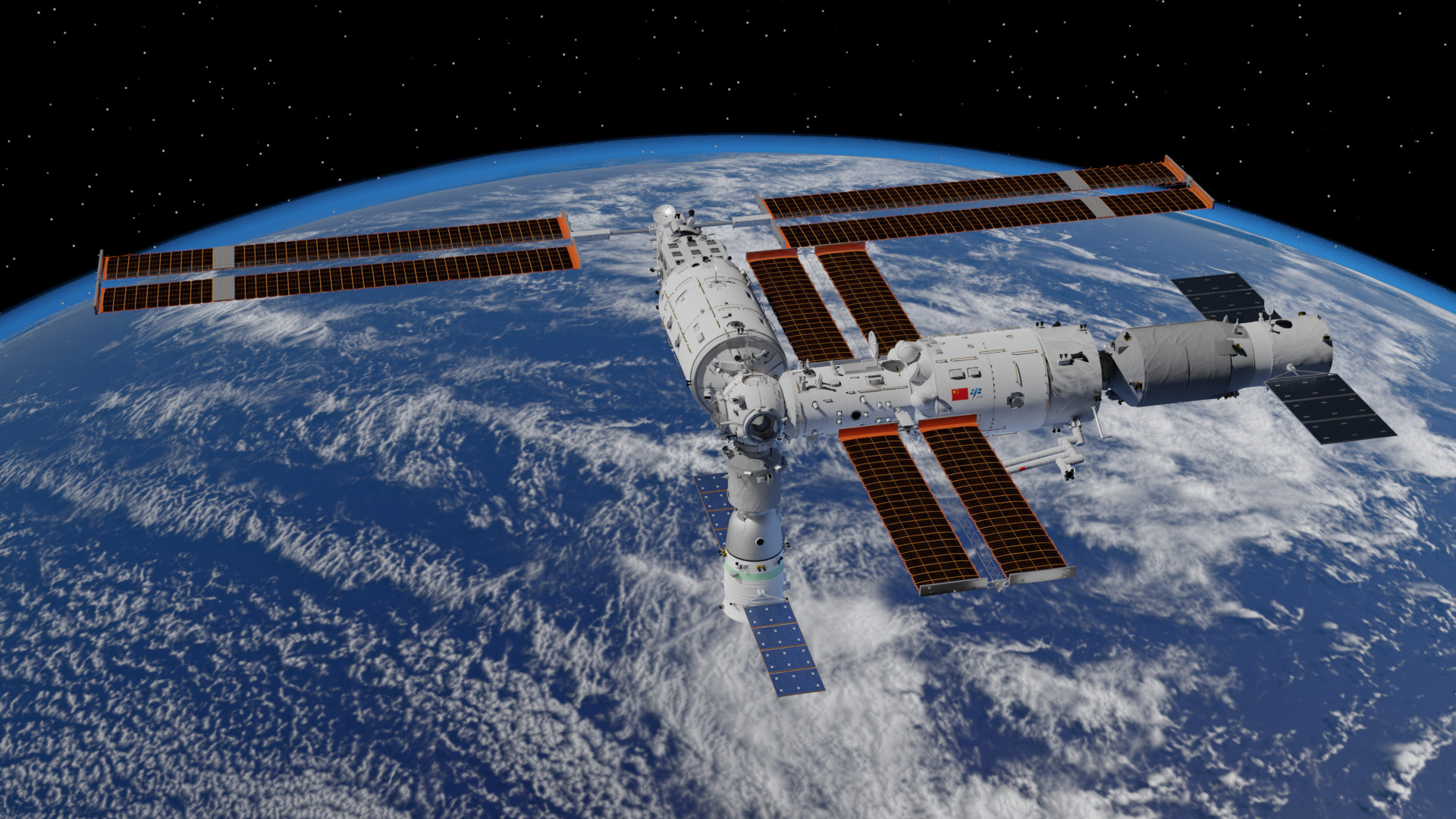
Die Chinesische Raumstation im Oktober 2022. Rechts Tianzhou 4.

Der Frachter kann mit einem vom Forschungsinstitut 805 der Shanghaier Akademie für Raumfahrttechnologie entwickelten Koppeladapter vollautomatische Rendezvousmanöver durchführen, er kann aber auch von der Raumstation aus ferngesteuert werden.
Für den Einsatz mit der Chinesischen Raumstation, die wesentlich mehr Masse besitzt als die Raumlabors der Tiangong-Serie, kommt am Koppeladapter seit Tianzhou 2 eine stark verbesserte, einstellbare Stoßdämpfung zum Einsatz. Die Chinesische Raumstation wird unablässig ausgebaut, es gibt dutzende von Modul-Konfigurationen. Insbesondere wenn die Station bei Zwischenschritten eine asymmetrische Form hat, wie zum Beispiel das „L“ im Herbst 2022, treten beim Andocken starke Kräfte in der Nick- und der Gierachse auf.
Einmal angedockt, wird der Frachter auch dazu verwendet, mit seinen vier Haupttriebwerken von jeweils 490 N Schubkraft Bahnveränderungen der Station durchzuführen, um zum Beispiel Weltraummüll aus dem Weg zu gehen. Tianzhou 1 konnte dies nur bis zu einem Gewicht von 8,6 t bewältigen, seit Tianzhou 2 sind vom Frachter gesteuerte Bahnmanöver bis zu einem Gewicht von 180 t möglich, also dem finalen Ausbauzustand der Station zu einer 干-Form. Auch bei der Entsättigung der für die Lageregelung genutzten Momentenkreisel der Raumstation kommen die Haupttriebwerke des Frachters zum Einsatz, erstmals bei der Mission Tianzhou 3.
Prinzipiell kann der Frachter an jeder Schleuse der Station andocken; das Koppeladapter ist universell einsetzbar. Aus praktischen Gründen ist die Hauptanlegestelle jedoch die Heckschleuse des Kernmoduls Tianhe. Von dort aus können Essenspakete etc. auf kurzem Weg in die Arbeitssektion dieses Moduls gebracht werden, wo sich unter anderem auch die Küche der Station befindet. Entladene Frachter, die als Mülldeponie dienen und am Ende ihrer Mission bis zu 6 t Abfall der Station mit in die Atmosphäre nehmen, wo sie zum größten Teil verglühen,  können auch an der Frontschleuse angedockt werden. Aus bahnmechanischen Gründen gestaltet sich dort ein Koppelmanöver einfacher als bei radialer Kopplung an der Nadir-Schleuse.
Die mit Galliumarsenid-Dreifachsolarzellen ausgestatteten Solarmodule des Frachters mit einer Gesamtfläche von 24 m² liefern 2,7 kW Energie, bei optimaler Sonneneinstrahlung bis zu 4,5 kW.
Davon können etwa 1 kW abgezweigt werden, um das Kernmodul Tianhe der Raumstation mit Strom zu versorgen, andererseits kann das Kernmodul über seine eigenen, gut 9 kW liefernden Solarzellenflügel auch dem Frachter bis zu 2 kW zur Verfügung stellen, wenn letzterer durch die Masse der Raumstation verschattet wird. Diese Strommengen sind unter anderem nötig, weil die Internet-Verbindung zur Erde über das Frachtraumschiff läuft, wobei ein Space Data Link Protocol des Consultative Committee for Space Data Systems (CCSDS) verwendet wird. Über mobile Endgeräte können die Raumfahrer so mit ihren Angehörigen in Videokonferenzen kommunizieren, auch mit Ärzten vertrauliche Gespräche führen, Musik hören oder surfen. Es stehen 12 Funkkanäle zur Verfügung (für die 12 Personen an Bord bei einem Besatzungswechsel in der zukünftigen 干-Form), die Datenübertragungsrate beträgt 100 Mbit/s. Dabei wurden spezielle Sicherheitsmaßnahmen getroffen, damit über diese Verbindung zum öffentlichen Internet – für die dienstliche Kommunikation wird das separate Intranet der Volksbefreiungsarmee genutzt – keine Schadprogramme hochgeladen werden können.
Die Parabolantenne auf der Zenitseite des Frachters wurde ab Tianzhou 6 durch eine von der Akademie für Weltraumkommunikation in Xi’an entwickelte Ka-Band-Phased-Array-Antenne ersetzt.
Dieser Antennentyp erleichtert die Bahnverfolgung über die Tianlian-Relaissatelliten in ihren geostationären Umlaufbahnen – die Antenne muss während des Fluges der Raumstation auf 400 km Höhe nicht mehr mechanisch nachgeführt werden. Dadurch reduziert sich auch die Abhängigkeit von Bahnverfolgungsschiffen und Trackingstationen auf dem Boden, was die Betriebskosten der Raumstation senkt.
Durch die Fluglage der Chinesischen Raumstation ist das Servicemodul des Frachters (der hintere, schlanke Abschnitt) häufig der Sonnenbestrahlung ausgesetzt, was zu einer unzulässigen Erhöhung der Temperatur in der Nähe der Triebwerke führen kann. Daher brachten die Ingenieure dort Beschattungsflächen an, natürlich in einem vorher in zahlreichen Simulationen ermittelten Sicherheitsabstand von den Triebwerken. Dadurch konnte die Temperatur rund um die Düsen stark gesenkt werden.
Für den Start vom Kosmodrom Wenchang gibt es alle 23 Stunden 32 Minuten ein Zeitfenster von wenigen Sekunden, maximal ±1 Minute. Der Flug zur Raumstation erfolgt ab der Zündung der Trägerrakete vollautomatisch, für die Navigation nutzt der Frachter das Beidou-Satellitennavigationssystem. Ab einem Abstand von 10 km findet die Bestimmung von Abstand und relativer Geschwindigkeit der beiden Raumflugkörper (die absolute Geschwindigkeit beträgt etwa 28.000 km) über ein Lidar-System statt, eine Art Laser-Radar auf dem Frachter. Der Laser kann auch die Fluglage der beiden Raumflugkörper mit ihren jeweiligen Roll-Nick-Gier-Winkeln bestimmen. Ab einem Abstand von 30 m wird ein optischer Navigationssensor eingesetzt. Hierbei handelt es sich um eine Kamera auf dem Frachter, die eine auf der Raumstation montierte Kreuzmarkierung anvisiert und nach Bildverarbeitung die Lageregelungstriebwerke des Frachters so steuert, dass das Kreuz auf der Station im symbolischen Fadenkreuz der Kamera bleibt.
In einem Abstand von etwa 5 cm übernehmen die Führungsschaufeln des Koppeladapters und vollenden den Andockvorgang.

## Versionen

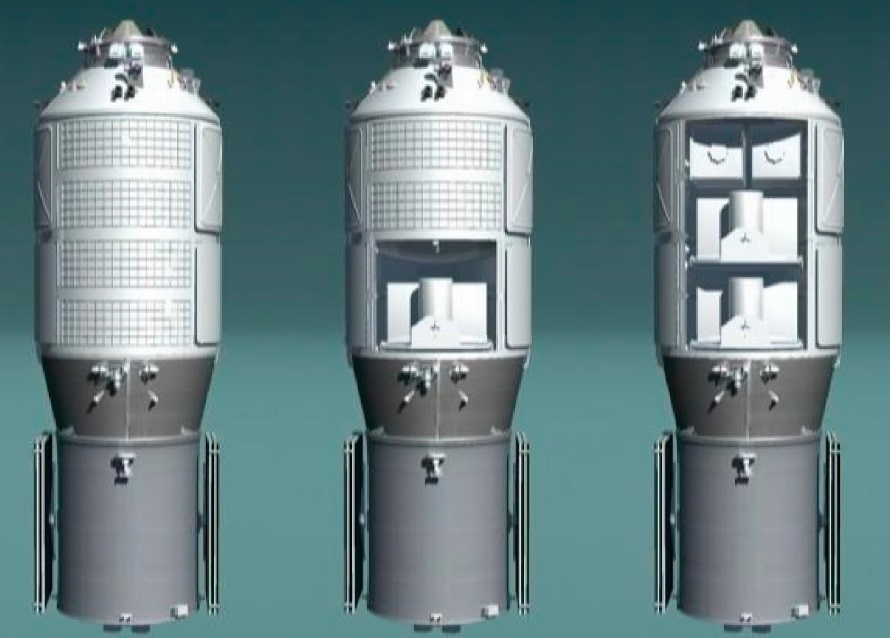
Die drei Versionen des Frachters

Für den Frachter gibt es vier Module, die mit einer etwa 1 m langen, konischen Übergangssektion zu drei Versionen des Raumschiffs kombiniert werden können:
- Servicemodul mit dem Antrieb
- Hermetisch geschlossenes Frachtmodul
- Frachtmodul mit senkrechter Trennwand in der Mitte, vorderer Teil kann von der Raumstation aus betreten werden, hinterer Teil zum Vakuum offener Laderaum[6]
- Völlig zum Vakuum offenes Frachtmodul[30]

Das jeweilige Frachtmodul wird erst auf dem Kosmodrom und nachdem es dort beladen wurde, mit dem Servicemodul zusammengefügt.
Bei den Raumschiffen Tianzhou 1 bis Tianzhou 6 handelte es sich um die geschlossene Version. Die Variante mit teilweise offenem Laderaum ist neben dem Transport von Material für Notreparaturen dazu gedacht, Außennutzlasten, Antennen für weltraumbasierte Bahnverfolgung und Steuerung im Rahmen des Chinesischen Tiefraum-Netzwerks, oder auch neue Solarmodule ins All zu bringen, die mit dem mechanischen Arm des Kernmoduls aus dem Frachter geholt und von den Raumfahrern in Außenbordeinsätzen montiert werden. Die völlig offene Frachterversion soll in fernerer Zukunft große Antennen, aufblasbare Erweiterungsmodule für die Raumstation sowie Komponenten für ein experimentelles, nach der Montage separat von der Station fliegendes Sonnenkraftwerk ins All bringen.
Für die zweite Ausbaustufe der Raumstation ist geplant, den Durchmesser der Frontluke (derzeit 80 cm) so zu vergrößern, dass ein International Standard Payload Rack (2,00 × 1,05 × 0,86 m) hindurchbewegt werden kann. Das erste Erweiterungsmodul der Raumstation besitzt eine entsprechend große Luftschleuse mit einem Außendurchmesser von 4,2 m.

## Wissenschaftliche Nutzlasten

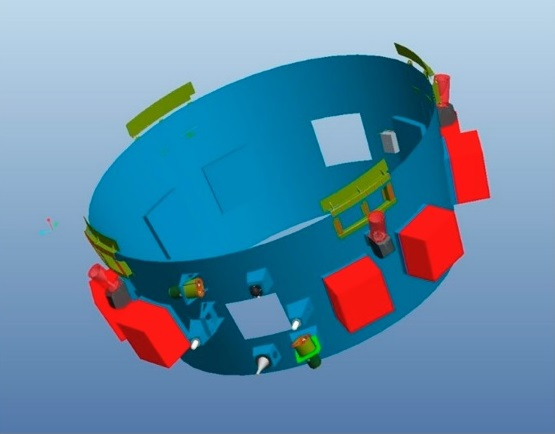
Mögliche Positionen von Nutzlasten (rot) auf dem hinteren Konus des Frachtmoduls

Die Chinesische Raumstation ist so konstruiert, dass die Geräte im Inneren der Module (Computer, Stromversorgungseinheiten etc.) problemlos ausgewechselt werden können. Für etwa 100 bis 200 dieser Geräte sollen auf der Station ständig Ersatzgeräte vorgehalten werden. Die Ersatzgeräte wurden in Dringlichkeitsstufen unterteilt. Zu Beginn der Betriebsphase werden nun bei jedem Flug einige Ersatzgeräte mit nach oben genommen, die wichtigsten zuerst. Im Laufe der Zeit soll die Zahl der Versorgungsflüge jedoch reduziert werden.
So fanden zum Beispiel 2021 und 2022 jeweils zwei Versorgungsflüge statt, während 2023 mit Tianzhou 6 nur ein Frachter zur Station flog.
Da Tianzhou ein volles Jahr im All verweilen kann und die Ladekapazität nicht immer voll ausgenutzt wird, bietet das Frachtersystem des bemannten Raumfahrtprogramms chinesischen Behörden, Forschungseinrichtungen, Firmen und Organisationen an, ähnlich wie schon 2017 bei Tianzhou 1 auf dem konusförmigen Übergang vom Frachtmodul zum Servicemodul des Frachters wissenschaftliche Experimente mitfliegen zu lassen. Anders als bei der Raumstation selbst steht diese Möglichkeit ausländischen Interessenten zunächst nicht offen. Für die Zukunft ist dies jedoch geplant.
Für die Experimente stehen insgesamt acht Stromanschlüsse mit jeweils 100 V zur Verfügung, die Leistungsaufnahme aller Nutzlasten sollte insgesamt 500 W nicht überschreiten. Ein einzelnes Experiment sollte nicht mehr als 30 kg wiegen und das Gehäuse nicht höher als 30 cm sein. Hier besteht jedoch Verhandlungsspielraum. Es können auch Nutzlasten im All ausgesetzt werden, hierfür muss der Bewerber jedoch eine chinesische Startlizenz besitzen. Die üblichen Sicherheitsmaßnahmen zur Vermeidung von Tank- und Akkumulatorexplosionen etc. sind einzuhalten. Anträge sollten ein Jahr vor dem Start gestellt werden, spätestens drei Monate vor dem Start muss die Nutzlast der Chinesischen Akademie für Weltraumtechnologie übergeben werden.
Das Raumschiff besitzt an dem Übergangsring fünf mit einer Schutzklappe verschlossene, mit Federkraft arbeitende Abschussvorrichtungen für CubeSats, in denen üblicherweise vor dem Start Satelliten untergebracht werden. Die Abschussvorrichtungen können aber auch nach Gebrauch oder bei Naturkatastrophen etc. von den Raumfahrern in Außenbordeinsätzen mit auf der Raumstation eingelagerten Satelliten neu bestückt werden.
Nach Wiederbetankung aus den Treibstoffvorräten der Station fungiert der Frachter als mobile Abschussrampe, die Satelliten in einer Vielzahl von Umlaufbahnen aussetzen kann.
Die Behälter für die Satelliten besitzen eine Temperaturregelung, die sicherstellt, dass trotz Außentemperaturen von −90 bis +100 °C die Temperatur des Satelliten zwischen 10 und 30 °C gehalten wird. Die Federn der Abschussvorrichtung sind so ausgelegt, dass sie auch nach einem Jahr im Weltall einen Satelliten noch zuverlässig starten können.

## Missionsübersicht
Stand: 15. Juli 2025
| Nr. | Raumschiff  | Start (UTC)           | Träger- rakete | Startplatz   | Kopplung                | Kopplung                                                                          | Kopplung                                                                           | Absturz               | Hinweise                                         |
| Nr. | Raumschiff  | Start (UTC)           | Träger- rakete | Startplatz   | Station                 | Ankoppeln (UTC)                                                                   | Abkoppeln (UTC)                                                                    | Absturz               | Hinweise                                         |
| --- | ----------- | --------------------- | -------------- | ------------ | ----------------------- | --------------------------------------------------------------------------------- | ---------------------------------------------------------------------------------- | --------------------- | ------------------------------------------------ |
| 1   | Tianzhou 1  | 20. April 2017, 11:41 | CZ-7           | Wenchang 201 | Tiangong 2              | 22. April 2017, 04:16 19. Juni 2017, 06:55 12. Sept. 2017, 15:58                  | 19. Juni 2017, 01:37 21. Juni 2017, 01:16 17. Sept. 2017, 07:29                    | 22. Sept. 2017, 10:00 | Erstflug                                         |
| 2   | Tianzhou 2  | 29. Mai 2021, 12:55   | CZ-7           | Wenchang 201 | Chinesische Raumstation | 29. Mai 2021, 21:01 18. Sept. 2021, 06:25 5. Jan. 2022, 22:59 7. Jan. 2022, 23:55 | 18. Sept. 2021, 02:25 5. Jan. 2022, 22:12 7. Jan. 2022, 21:55 27. März 2022, 07:59 | 31. März 2022, 10:40  | 0 Massesimulator bei Umsetzübung Fernsteuerübung |
|     |             |                       |                |              |                         |                                                                                   |                                                                                    |                       |                                                  |
| 3   | Tianzhou 3  | 20. Sept. 2021, 07:10 | CZ-7           | Wenchang 201 | Chinesische Raumstation | 20. Sept. 2021, 14:08 20. April 2022, 01:06                                       | 19. April 2022, 21:02 17. Juli 2022, 02:59                                         | 27. Juli 2022, 03:31  |                                                  |
| 4   | Tianzhou 4  | 9. Mai 2022, 17:56    | CZ-7           | Wenchang 201 | Chinesische Raumstation | 10. Mai 2022, 00:54                                                               | 9. Nov. 2022, 06:55                                                                | 14. Nov. 2022, 23:21  |                                                  |
| 5   | Tianzhou 5  | 12. Nov. 2022, 02:03  | CZ-7           | Wenchang 201 | Chinesische Raumstation | 12. Nov. 2022, 04:10 5. Juni 2023, 19:10                                          | 5. Mai 2023, 07:26 11. Sept. 2023, 08:46                                           | 12. Sept. 2023, 01:13 |                                                  |
|     |             |                       |                |              |                         |                                                                                   |                                                                                    |                       |                                                  |
| 6   | Tianzhou 6  | 10. Mai 2023, 13:22   | CZ-7           | Wenchang 201 | Chinesische Raumstation | 10. Mai 2023, 21:16                                                               | 12. Jan. 2024, 08:02                                                               | 19. Jan 2024, 12:37   |                                                  |
| 7   | Tianzhou 7  | 17. Jan. 2024, 14:27  | CZ-7           | Wenchang 201 | Chinesische Raumstation | 17. Jan. 2024, 17:46                                                              | 10. Nov. 2024, 08:30                                                               | 17. Nov. 2024, 13:25  |                                                  |
| 8   | Tianzhou 8  | 15. Nov. 2024, 15.13  | CZ-7           | Wenchang 201 | Chinesische Raumstation | 15. Nov. 2024, 18:32                                                              | 8. Juli 2025, 07:09                                                                | 8. Juli 2025          |                                                  |
| 9   | Tianzhou 9  | 14. Juli 2025, 21:34  | CZ-7           | Wenchang 201 | Chinesische Raumstation |                                                                                   |                                                                                    |                       |                                                  |
| 10  | Tianzhou 10 |                       | CZ-7           | Wenchang 201 | Chinesische Raumstation |                                                                                   |                                                                                    |                       |                                                  |
| 11  | Tianzhou 11 |                       | CZ-7           | Wenchang 201 | Chinesische Raumstation |                                                                                   |                                                                                    |                       |                                                  |

Die Tianzhou-Raumschiffe werde in Kleinserie gefertigt, die Querbalken in der Tabelle trennen die unterschiedlichen Serien. Im Mai 2023 waren bei der Chinesischen Akademie für Weltraumtechnologie die Frachter bis Tianzhou 11 bestellt.

## Vergleich mit anderen chinesischen Weltraumtransportern
Neben Tianzhou entwickelt die Akademie für Weltraumtechnologie auch ein teilweise wiederverwendbares Mehrzweckraumschiff, das in seiner Konfiguration als unbemannter Frachter im Mai 2020 einen erfolgreichen Testflug absolvierte. In der Variante für den erdnahen Raum hat dieses Raumschiff mit 14 t eine ähnliche Startmasse wie Tianzhou, muss aber aufgrund seines größeren Durchmessers von 4,5 m mit einer schweren Trägerrakete vom Typ Langer Marsch 5 gestartet werden. Das Mehrzweckraumschiff könnte Material im Gesamtgewicht von 2,5 t mit zur Erde zurücknehmen. Durch seine Konusform hat es jedoch weniger Platz im Frachtraum und durch die robustere Konstruktion sowie den schweren Hitzeschutz für den Wiedereintritt in die Erdatmosphäre besitzt es ein größeres Eigengewicht; das Mehrzweckraumschiff kann nur 4 t in den Orbit befördern.
Das entspricht einem Verhältnis von Fracht zu Startmasse von 28,6 %, ist also nur halb so effizient wie ein Tianzhou-Frachter.
Unter Berücksichtigung diverser Faktoren wie der teilweisen Wiederverwendbarkeit des Mehrzweckraumschiffs einerseits und den höheren Startkosten für eine Changzheng 5 andererseits kam man bei der Akademie für Weltraumtechnologie zu dem Schluss, dass es bei dem derzeitigen Aufkommen an Rückfracht (im Wesentlichen Materialproben von Schmelzversuchen und biotechnologischer Forschung) nicht rentabel wäre, das Mehrzweckraumschiff einzusetzen. Die Landekapsel der Shenzhou-Raumschiffe, mit der die Mannschaften nach Missionsende zur Erde zurückkehren, ist großzügig bemessen und bietet genügend Platz für einige zusätzliche Frachtstücke.
Als Zwischenstufe zwischen der Frachtmitnahme in den Shenzhou-Kapseln und dem Mehrzweckraumschiff eröffnete das Büro für bemannte Raumfahrt  am 5. Januar 2021 in einer öffentlichen Ausschreibung privaten Anbietern die Möglichkeit, neben Liefermengen von 1–4 t zur Station auch 100–300 kg Rückfracht zu transportieren.
Am 4. August 2021 unterzeichnete die Pekinger Firma InterSpace Explore (北京星际开发科技有限公司) einen Vertrag mit dem Raketenbauer Galactic Energy über den Start des von ihr entwickelten Rückkehrsatelliten Zengzhang-1 (增长一号) mit der Trägerrakete Ceres-1 von Galactic Energy im Jahr 2022.[veraltet] Der Satellit soll ein Startgewicht von 350 kg besitzen – die maximale Nutzlast der Ceres-1 – und dazu in der Lage sein, eine Ladung von gut 100 kg zur Erde zurückzubringen. Bei dem Satelliten handelt es sich um ein Demonstrationsmodell, das unter anderem keinen Ankoppelungsmechanismus für die Raumstation besitzt.
Er hat zwar die Form der „Bahnbrecher“-Rückkehrsatelliten der 1980er Jahre, diese waren jedoch mit einem Startgewicht von 3,1 t und 750 kg Nutzlast wesentlich größer. Die von InterSpace Explore angekündigte Rückfrachtkapazität von 100 kg würde aber bereits der Ausschreibung des Büros für bemannte Raumfahrt entsprechen.